# 石島 (泰安郡)
石島（ソクト、せきとう、朝: 석도）は、韓国の島。忠清南道泰安郡近興面賈誼島里に属する。面積は0.2平方キロメール。石島の西方には格列飛列島がある。